# Muzeum Warszawy

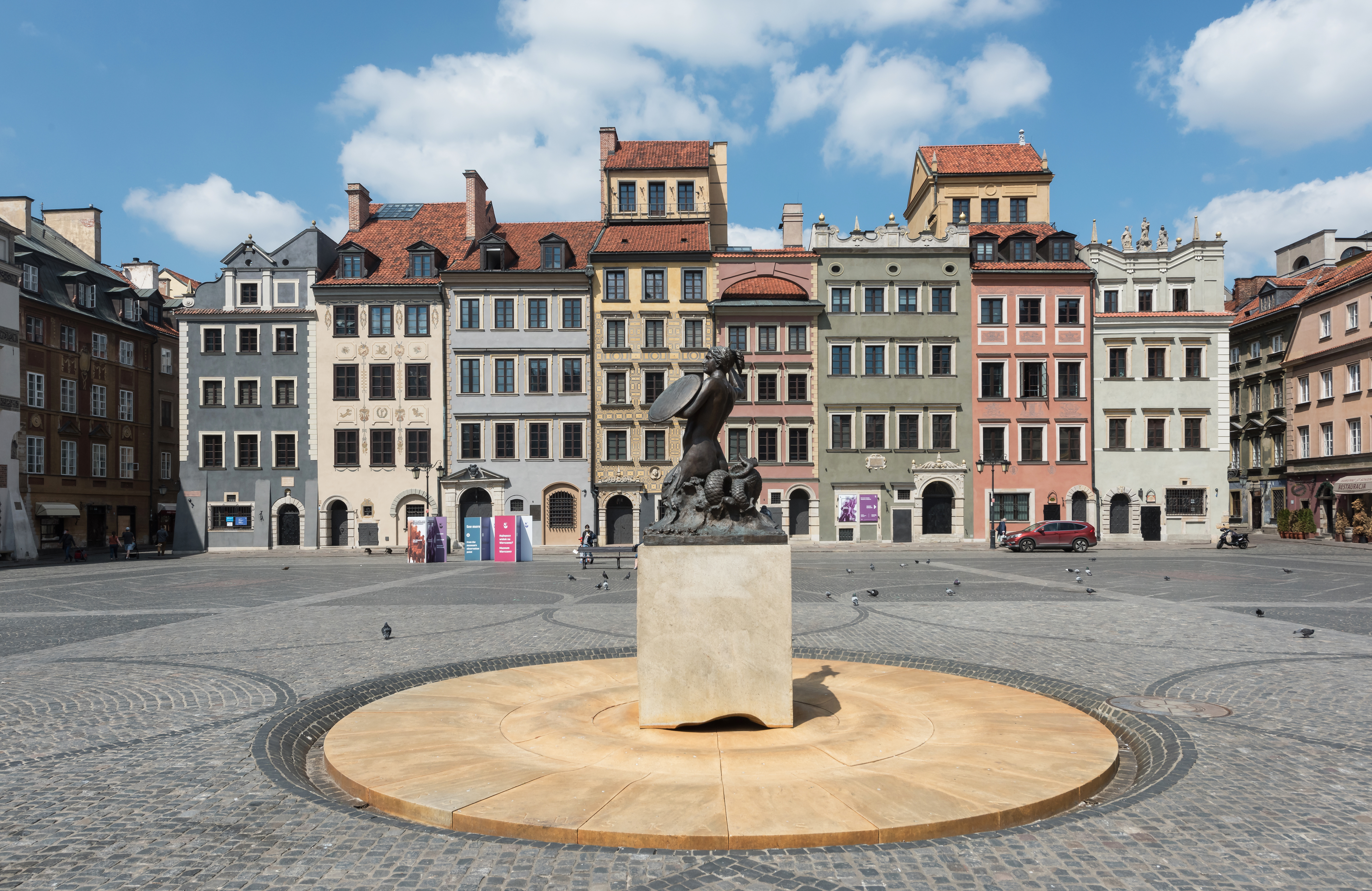
Das Museum von Warschau an der Nordseite des Altstadtmarktes

Das Museum von Warschau (polnisch: „Muzeum Warszawy“) ist ein 1936 gegründetes Museum in der Warschauer Altstadt. Bis  2014 hieß es Historisches Museum von Warschau (polnisch: „Muzeum Historyczne m.st. Warszawy“).

## Geschichte des Museums
Ursprünglich als Museum des alten Warschaus (polnisch: „Muzeum Dawnej Warszawy“) bezeichnet, wurde es als eine Zweigstelle des Warschauer Nationalmuseums gegründet. Es bezog damals Räumlichkeiten in drei Häusern an Warschaus Altem Markt: dem Baryczka-Haus, dem Kleinpoldt-Haus und dem Moor-Haus (Hausnummern 32, 34 und 36), die in den Jahren 1937 und 1938 zu diesem Zweck von der Warschauer Stadtverwaltung erworben worden waren.
Erste Exponate der Sammlung des Museums wurden bereits während der Regierung Königs Stanislaus II. August Poniatowski zu Beginn des 18. Jahrhunderts zusammengetragen. Im 19. Jahrhundert führten die Gesellschaft der Freunde der Wissenschaften (polnisch: „Towarzystwo Przyjaciół Nauk“), die Universität Warschau, die Stadtverwaltung, die Towarzystwo Zachęty Sztuk Pięknych, das Staatliche Museum der schönen Künste (polnisch: „Państwowe Muzeum Sztuk Pięknych“) sowie das Altertümlichkeitenmuseum (polnisch: „Muzeum Starożytności“) die Sammlung fort.
Seit dem Jahr 1906 wurden Exponate zur Geschichte Warschaus von der Gesellschaft der Freunde der Geschichte (polnisch: „Towarzystwo Miłośników Historii“) und der Gesellschaft zum Schutz historischer Artefakte (polnisch: „Towarzystwo Opieki nad Zabytkami Przeszłości“), die bereits im Jahr 1914 das Museum der polnischen Altertümlichkeiten (polnisch: „Muzeum Starożytności Polskich“) im Baryczka-Haus eingerichtet hatte, gesammelt. 1916 wurde diese Sammlung vom Nationalmuseum übernommen, um schließlich dem dazu im Jahr 1936 gegründeten Museum des alten Warschaus zugeteilt zu werden.
Während des Zweiten Weltkriegs, besonders bei den Kämpfen im Rahmen des Warschauer Aufstandes, wurde die Sammlung weitgehend zerstört oder verloren. 1948 wurde die Neueinrichtung des Museums unter dem Namen Museum der Geschichte von Warschau („Muzeum Historyczne m.st. Warszawy“) beschlossen. Insgesamt elf ehemalige Bürgerhäuser in der wiederaufgebauten Warschauer Altstadt wurden dem Museum zugeteilt, davon acht am Altstadtmarkt und weitere drei in der Nowomiejska-Straße. Die Rekonstruktion der Gebäude und ihre Verbindung miteinander wurde nach Plänen von Stanisław Żaryn durchgeführt. Im Jahr 1955 konnte das Museum wieder die Dauerausstellung eröffnen, die die Geschichte Warschaus von den Anfängen bis in die Moderne nachzeichnete. Im Januar 1965 wurde die Ausstellung umgestaltet und wird seitdem unter dem Slogan „Die Sieben Jahrhunderte Warschaus“ dargestellt. Die Bestände des Museums umfassen heute rund 250.000 Exponate. 2014 erhielt das Museum den heutigen Namen. Nach einer mehrjährigen Umgestaltung wurde es 2017 wiedereröffnet.

## Außenstellen
Neben der Kernsammlung in den Häusern in der Warschauer Altstadt verfügt das Museum über mehrere Außenstellen. Dazu gehören das Museum von Wola, das Museum des Warschauer Druckereiwesens (polnisch: „Muzeum Drukarstwa Warszawskiego“) sowie das Antonina-Leśniewska-Museum der Pharmazie (polnisch: „Muzeum Farmacji im. mgr Antoniny Leśniewskiej“) in Warschau, die Gedenkstätte in Palmiry und das Forschungs- und Dokumentationszentrum Korczakianum. Seit dem Jahr 2006 gehört auch das Museum des Stadtbezirks Praga dazu.